# Zwei-Photonen-Lithographie

Mit Zwei-Photonen-Lithographie hergestellte Fraktalpyramide (0,14 mm × 0,14 mm × 0,1 mm)

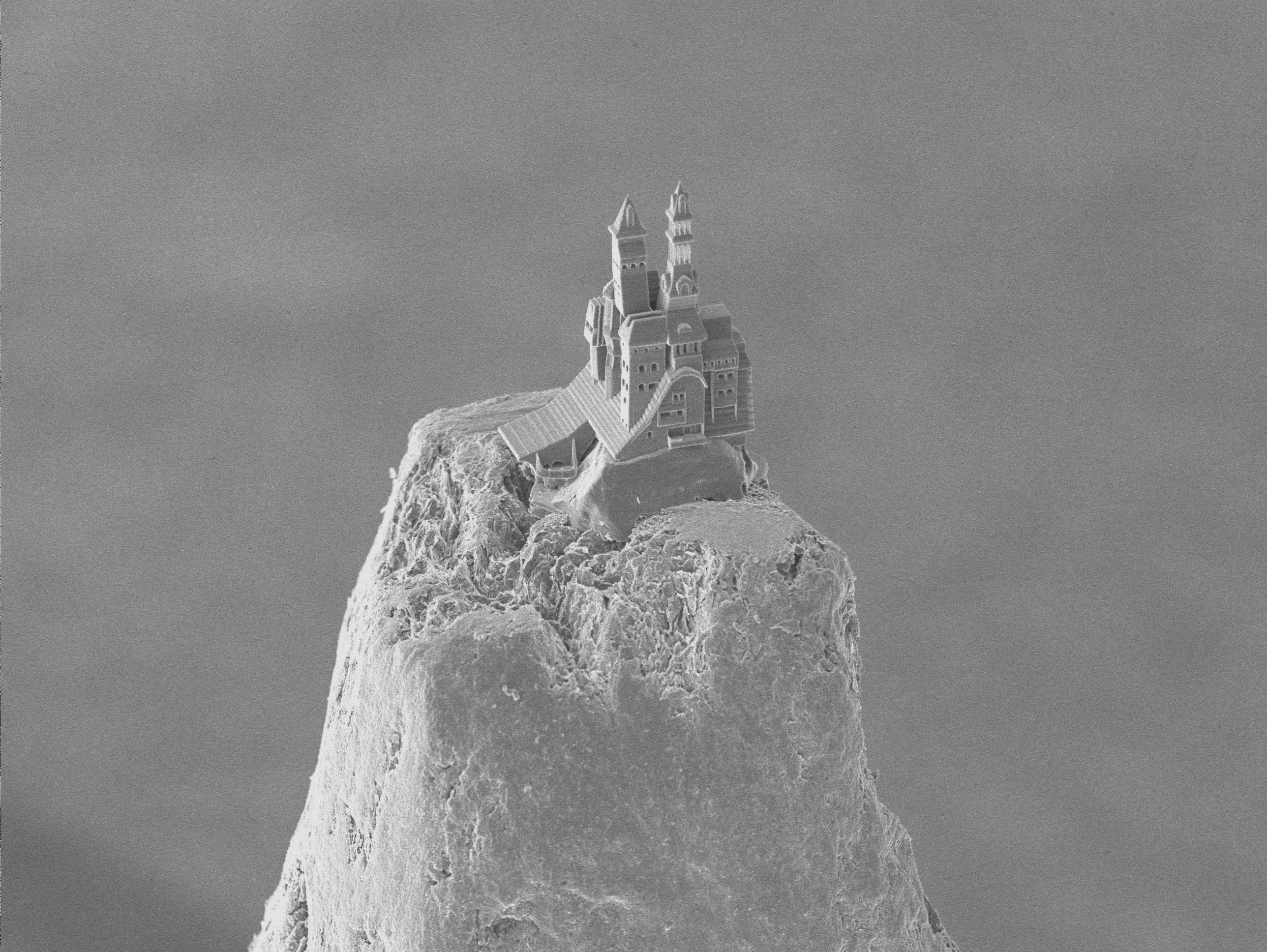
Burg auf einer Bleistiftspitze (0,2 mm × 0,3 mm × 0,4 mm)

Beim 3D-Druck mit Zwei-Photonen-Lithographie handelt es sich um ein Verfahren der Photopolymerisation. Mit dieser Methode können hochpräzise 3D-Mikrostrukturen hergestellt werden. Es sind Auflösungen bis unter 25 nm möglich. Das Verfahren wurde 1997 von Shoji Maruo, Osamu Nakamura und Satoshi Kawata an der Universität Osaka entwickelt. Das Verfahren ist auch unter dem Namen Laserdirektschreiben, Zwei-Photonen-Polymerisation und Multi-Photonen-Druck bekannt.

## Verfahren
Bei der Herstellung von Strukturen in der Zwei-Photonen-Lithographie werden Photopolymere verwendet. Diese Materialien haben die Eigenschaft unter Lichteinstrahlung auszuhärten. Die Wellenlänge, die zu einer Aushärtung führt, ist vom verwendeten Material bzw. dem genutzten Photoinitiator abhängig.

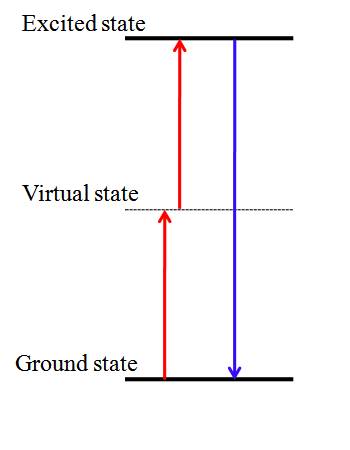
Aufnahme zweier Photonen (rote Pfeile) um ein Molekül in den angeregten Zustand zu überführen

Unter Polymerisation versteht man eine Kettenreaktion, in der Moleküle zu Makromolekülen (Polymere) verknüpft werden. Durch diesen Prozess entsteht aus einem Gemisch von Monomeren (Einzelmoleküle) ein ausgehärteter, verketteter Kunststoff. Grundsätzlich lässt sich der 3D-Druck mit Zwei-Photonen-Lithographie mit der Stereolithographie vergleichen. Der Unterschied zur Stereolithographie liegt in der Interaktion mit den anregenden Photonen. Bei dieser Interaktion findet eine Absorption der Photonen an der Oberfläche statt und das Photoresist wird an der Oberfläche ausgehärtet.  Die Intensität nimmt entsprechend dem Gesetz von Beer-Lambert mit zunehmender Eindringtiefe ab. Bei der Zwei-Photonen-Lithographie müssen zwei Photonen gleichzeitig aufgenommen werden, um das Molekül in den angeregten Zustand zu überführen. Die hierfür erforderliche Dichte an Photonen kann nur im Fokuspunkt des Objektives und nur mittels eines ultrakurz gepulsten Laserstrahles im Femtosekundenbereich erreicht werden.
Mit Hilfe der Zwei-Photonen-Lithographie können dreidimensionale Teile in Nano-Präzision hergestellt werden. Durch Ablenkung des Laserstrahles mittels beweglicher Spiegel kann die Polymerisationsreaktion im Photoresist gelenkt werden. Dies kann über galvanische Scanner oder über die Bewegung des Bettes passieren, auf dem sich das Photoresist befindet. Der Ablauf der Belichtung kann wie in anderen additiven Fertigungsverfahren schichtweise geschehen, was jedoch nicht zwingend notwendig ist. Da das Harz nur beim Brennpunkt des Laserstrahls reagiert (→ Zwei-Photonen-Absorption), kann der Strahl durch mehrere Schichten gelenkt werden, wobei nur die gewünschte Schicht erhärtet. Außerdem wird er sehr stark fokussiert, sodass es möglich ist, Teile im Harz zu erhärten, die einen Durchmesser von weniger als einen Zehntausendstelmillimeter haben (100 nm). Nicht nur die Präzision wurde durch dieses Druckverfahren revolutioniert. Die Steuerung der Spiegel, die den Laserstrahl lenken, arbeitet mit einer hohen Geschwindigkeit, so dass in nur wenigen Minuten hundert Schichten gedruckt werden können.

## Materialien
Als Photopolymere werden Epoxide, Hybridpolymere und auch Hydrogele verwendet. Zur Initiierung der Polymerisationsreaktion werden Photoinitiatoren genutzt, die zum Teil für die Zwei-Photonen-Lithographie entwickelt wurden. Es ist jedoch auch möglich, ohne Photoinitiator eine Polymerisation zu starten. Durch Zugabe von Nanopartikeln oder der Nutzung eines Hybridpolymeres ist es möglich, auch keramische oder präkeramische Strukturen herzustellen.

### Monographien
- A. Gebhardt: Rapid Prototyping, Werkzeuge für die schnelle Produktentwicklung. Carl Hanser Verlag, München Wien 1996.
- A. Gebhardt: Understanding Additive Manufacturing. Carl Hanser Verlag München Wien 2012.
- P. Fastermann: 3D-Druck / Rapid Prototyping, Eine Zukunftstechnologie – kompakt erklärt. Springer Verlag, Berlin Heidelberg 2012.

### Dissertationen
- Torsten Abel: Zwei-Photonen-Polymerisation zur Erzeugung mikrostrukturierter 3D-Freiformtargets für die Laser-Ionen-Beschleunigung. Technische Universität Darmstadt 2018. Online verfügbar (CC BY-NC-ND 4.0)
- Carsten Eschenbaum: Zwei-Photonen-Lithografie zur Herstellung optofluidischer Systeme. Karlsruher Institut für Technologie 2016. Online verfügbar (CC BY-SA 3.0 DE)
- Anika Trautmann: Zwei-Photonen-Polymerisation als Methode zur Herstellung medizintechnischer Funktionselemente. Technische Universität Darmstadt 2018. Online verfügbar (CC BY-SA 4.0)